# 롯데바이오로직스
롯데바이오로직스는 대한민국의 생명공학 기업이다. 서울에 본사를 두고 있다.

## 역사
2022년 5월, 롯데그룹은 생산 규모 4만L(리터)의 브리스톨마이어스스큅(BMS)의 미국 바이오의약품 공장을 인수하여 본격적으로 바이오 산업에 진출하였다. 그해 6월, 롯데바이오로직스가 롯데지주의 자회사로 설립되었다.
2023년 7월, 2025년 완공 및 2027년 가동을 목표로 인천광역시 송도국제도시의 바이오 의약품 제1공장 착공에 들어갔다. 2030년까지 약 4조 6,000억원을 투입하여 각각 생산 규모 12만L의 공장 세 곳을 건설하는 사업이다.